# Franklin Irodalmi és Nyomdai Rt.
A Franklin Irodalmi és Nyomdai Rt., a köznyelvben gyakran csak Franklin Társulat a legnagyobb múltú magyar könyvkiadók és nyomdák egyike volt.

## Története
Otto Wigand alapította Kassán 1816-ban, majd ugyanő folytatta 1827-től Pesten. 1832-ben Heckenast Gusztáv vette át, majd 1840-ben Landerer Lajos nyomdász belépésével Landerer és Heckenast néven adta ki könyveit egészen 1873-ig, amikor Benjamin Franklin után megkapta a Franklin Társulat Magyar Irodalmi Intézet és Könyvnyomda Rt. nevet, részvénytársasággá alakult. A társaság részvénytőkéje 600 000 Ft 4000 db névre szóló 150 forintos részvényben. A II. világháborúig Magyarország egyik legjelentősebb kiadójának, illetve nyomdaüzemének számított. 1863-tól Heckenast Gusztáv volt az egyedüli főnöke. Évtizedeken át jeles tudósok, írók irányították.  1948. március 25-én államosították. 1949-ben egyesítették a Szt. István Társulat tulajdonában lévő Stephanaeum nyomdával, működését Franklin Nyomda néven folytatta. Kiadói tevékenységét 1950-től a Szépirodalmi Könyvkiadó vette át. 1992. december 31-én Franklin Nyomda és Kiadó Kft. néven alakult át. Tevékenységi körében könyv- és zeneműkiadás, valamint nyomdaipari szolgáltatások szerepelnek.

## Lapok és folyóiratok
Lap-, illetve folyóirat-kiadással is foglalkozott. Kiadásában jelent meg a Vasárnapi Ujság, 1878-tól a Gyulai Pál által alapított Budapesti Szemle (alapítva 1873), a Nemzeti Hírlap, a Tükör, a Búvár stb.

## A társulat vezetői
Az igazgatóság tagjai 1873-ban: Jurenák Károly, Ballagi Mór, Eötvös Loránd, Gyulai Pál (irodalomtörténész), Hunfalvy János, Arany László (költő), Nagy Miklós (újságíró), Heinrich Gusztáv, Jurány Vilmos. 
Az igazgatóság tagjai 1894-ben: Frank Antal, Gyulai Pál, Heinrich Gusztáv; vezérigazgatók: Benkő Gyula és Hirsch Lipót. Irodalmi tanácsa: Kautz Gyula elnök, Arany László, Nagy Miklós, Takács Lajos.

## Könyvsorozatai
- Családi Könyvtár
- Falusi Könyvtár
- Filozófiai Írók Tára
- Jeles Írók Iskolai Tára
- Magyar Írók Aranykönyvtára
- Ifjúsági Iratok Tára
- Irodalmi Kincstár

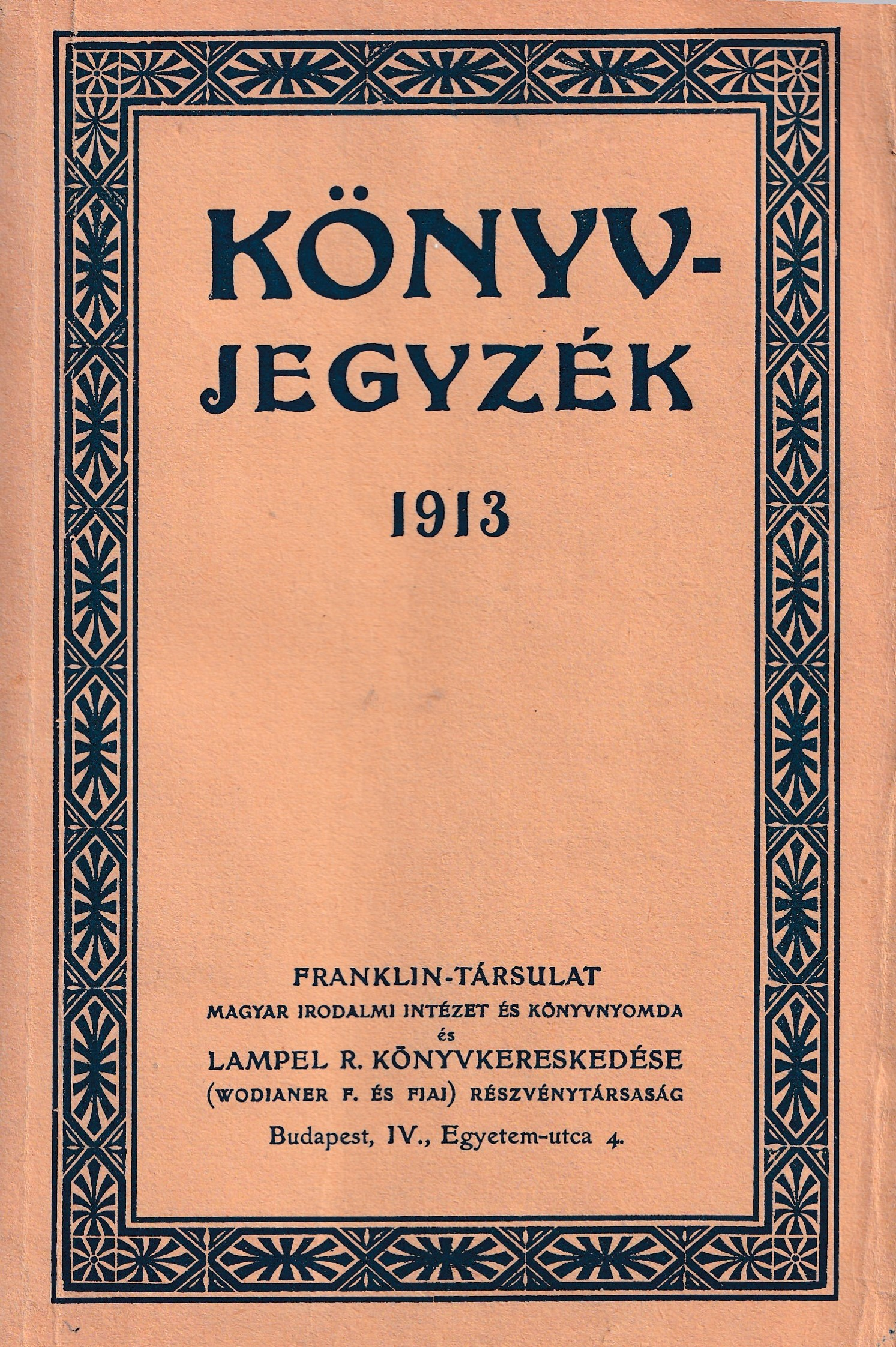
1913-as Könyvjegyzék

- Magyar Remekirók Gyüjteménye (gyémántkiadás)
- A Kisfaludy Társaság Évlapjai
- Kis könyvtár
- Vasárnapi könyvtár
- Kultúra és Tudomány
- Olcsó Könyvtár
- Világjárók.

## Kiadványainak teljes listája 1920-ig
- Petrik Géza Könyvészete